# Spiders (videogioco)
Spiders (スパイダー?, Supaidā) è un videogioco arcade di genere sparatutto a schermata fissa, edito da Sigma Enterprises nel 1981. In Nord America venne pubblicato da Venture Line. Il titolo venne convertito esclusivamente per Arcadia 2001.

## Modalità di gioco
In Spiders viene controllata quella che sembra una astronave, che si muove bidirezionalmente nella parte inferiore dello schermo e spara con i suoi proiettili. Sullo schermo vedranno comparire e crescere delle ragnatele, e assieme ad esse entreranno in scena dei ragni, i quali non attaccano ma si muovono verso il basso cercando di raggiungere il fondo. L'obiettivo del giocatore è bersagliare le ragnatele, i ragni e le uova dalle quali questi ultimi nascono, in modo da guadagnare punti. Quando l'astronave si scontra con un ragno o un'estensione di una ragnatela, viene perduta una vita. Nel caso un ragno riesce ad oltrepassare l'astronave e a penetrare nel fondo, una barra verde visualizzata nella parte inferiore dell'interfaccia comincia a riempirsi. Se sedici ragni sono sul fondo (e la barra si riempie del tutto), il gioco finisce indipendentemente dal numero di vite rimaste.

## Cloni
Sempre per arcade, esiste un bootleg di Spiders che porta il nome di Spinner, prodotto da un'azienda sconosciuta e uscito nel medesimo anno dell'originale.